# 枢軸サリー

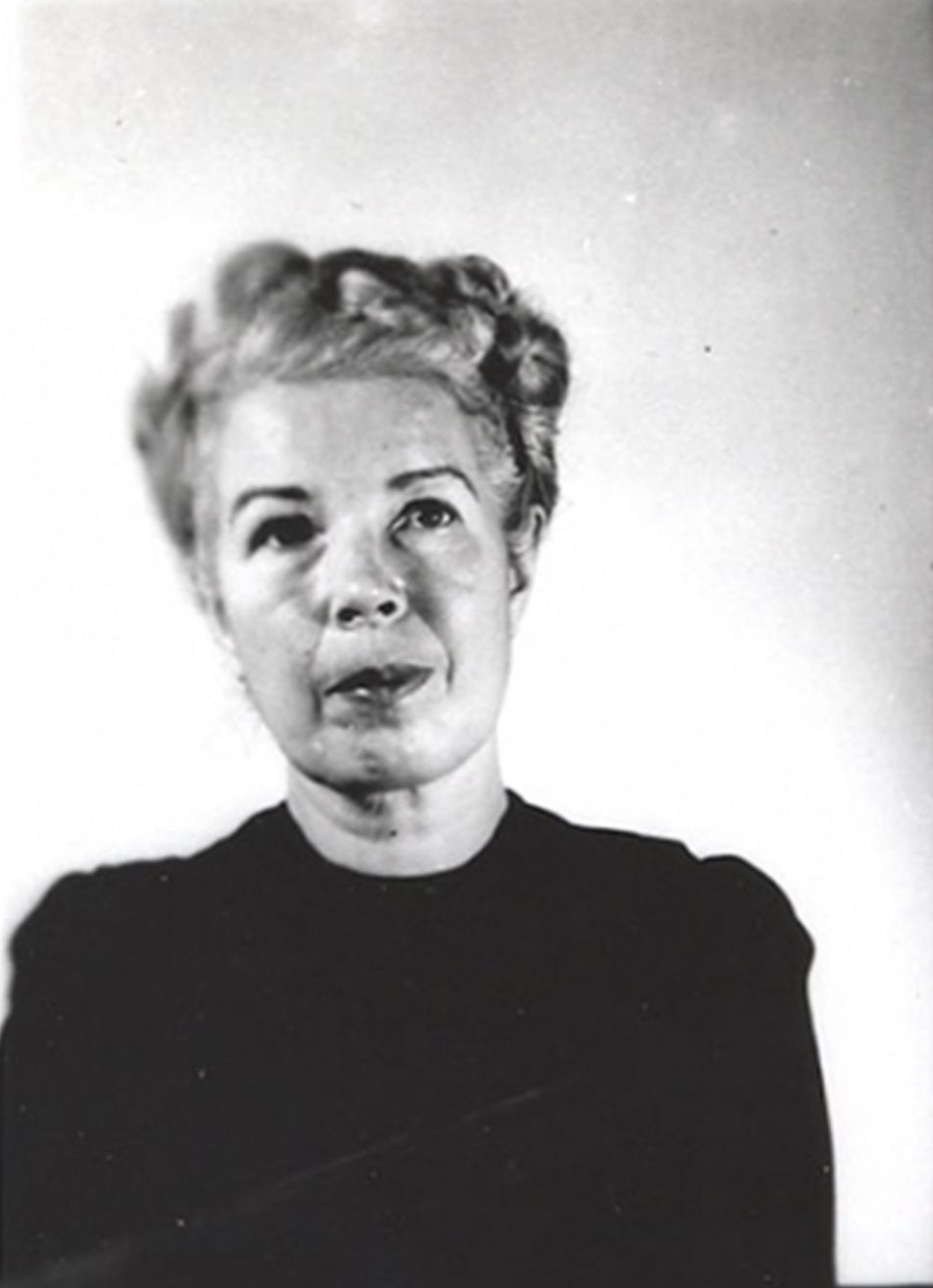
在りし日のミルドレッド・エリザベス・シスク

枢軸サリー（すうじくサリー、Axis Sally、1900年11月29日 - 1988年6月25日）は、第二次世界大戦にドイツによって連合国向けに行われたプロパガンダ放送で、アナウンサーを務めた女性の、連合軍における通称である。本名はミルドレッド・エリザベス・シスク（Mildred Elizabeth Sisk）、あるいはミルドレッド・ギラース（Mildred Gillars）と言い、アメリカ・メイン州ポートランド出身である。

## プロフィール
ミルドレッドは母の再婚に際して改名し、ニューヨークに移住。女優を夢見てオハイオ・ウェスリアン大学に入学し演劇を学んだが、挫折する。1935年、ドイツ・ベルリンの外国語学校で英語教師を務めた後、ベルリン放送に採用され、ナチス政権が崩壊するまでの間、女優・アナウンサーとしてナチスの宣伝活動に従事した。
その官能的なアナウンスは連合国軍の中でもよく知られた存在となり、彼女に「枢軸サリー」（Axis Sally、女性名である"Sally"には英語で「挑発」「からかい」も意味する）の異名を与えた。
彼女の有名な放送として、1944年5月11日、俗にD-Dayと呼ばれるノルマンディー上陸作戦の前に行われたラジオドラマが挙げられる。これはイギリス海峡の戦闘で息子を亡くす夢を見たアメリカ人の母親を描いたものである。その台詞には意味深なメッセージを込めてこうあった。
"The D of D-Day stands for doom… disaster… death… defeat… Dunkerque or Dieppe."
「D-DayのD、それは運命、災難、死、敗北、ダンケルク、そしてディエップ・・・。」
戦後「枢軸サリー」は捕えられ、1948年アメリカに送還された。裁判で彼女は10件の容疑で反逆罪に問われた。このうち彼女は8つの訴因は否認した。検察側は「彼女がナチスに忠誠を誓うサインをし、国際赤十字の活動に従事するふりをして米兵の肉声を収集し、宣伝に活用した」と指摘した。これに対し弁護側は「彼女の放送は連合軍に否定的な内容であったが反逆罪を問うほどのものではない。ニューヨークの大学で知り合ったドイツ人の煽動に乗ったに過ぎない」と主張した。
特異なことに、彼女の裁判はわずか6週間を費やしただけで1949年3月8日に結審し、反逆罪としてはわずか1つの訴因のみ認められ懲役10年〜30年の判決を受けた。これは同様に反逆罪に問われ処刑された「ホーホー卿」ことウィリアム・ジョイスのケースとは好対照であった。
1959年に仮釈放が可能となったが、更に2年を経た後に釈放。その後は、オハイオ州コロンバスのカトリック学校で幼稚園児に音楽を教える傍ら、1973年には学位を取得するためにオハイオ・ウェスリアン大学に復学した。
1988年6月25日、老衰のため死去。87歳。